# Selección femenina de balonmano de Túnez
La Selección femenina de balonmano de Túnez es el equipo femenino de balonmano que representa a Túnez en las competiciones internacionales. Es gobernada por la Federación Tunecina de Balonmano. La selección ha disputado 21 ediciones del Campeonato Africano y resultó 3 veces campeón de África. 

## Resultados

### Juegos Olímpicos
| Sede                | Ronda      | Posición   | PJ         | G          | E          | P          | GF         | GC         | DG         |            |
| ------------------- | ---------- | ---------- | ---------- | ---------- | ---------- | ---------- | ---------- | ---------- | ---------- | ---------- |
| 1976 Montreal       | No ingresó | No ingresó | No ingresó | No ingresó | No ingresó | No ingresó | No ingresó | No ingresó | No ingresó | No ingresó |
| 1980 Moscú          | No ingresó | No ingresó | No ingresó | No ingresó | No ingresó | No ingresó | No ingresó | No ingresó | No ingresó | No ingresó |
| 1984 Los Ángeles    | No ingresó | No ingresó | No ingresó | No ingresó | No ingresó | No ingresó | No ingresó | No ingresó | No ingresó | No ingresó |
| 1988 Seúl           | No ingresó | No ingresó | No ingresó | No ingresó | No ingresó | No ingresó | No ingresó | No ingresó | No ingresó | No ingresó |
| 1992 Barcelona      | No ingresó | No ingresó | No ingresó | No ingresó | No ingresó | No ingresó | No ingresó | No ingresó | No ingresó | No ingresó |
| 1996 Atlanta        | No ingresó | No ingresó | No ingresó | No ingresó | No ingresó | No ingresó | No ingresó | No ingresó | No ingresó | No ingresó |
| 2000 Sídney         | No ingresó | No ingresó | No ingresó | No ingresó | No ingresó | No ingresó | No ingresó | No ingresó | No ingresó | No ingresó |
| 2004 Atenas         | No ingresó | No ingresó | No ingresó | No ingresó | No ingresó | No ingresó | No ingresó | No ingresó | No ingresó | No ingresó |
| 2008 Pekín          | No ingresó | No ingresó | No ingresó | No ingresó | No ingresó | No ingresó | No ingresó | No ingresó | No ingresó | No ingresó |
| 2012 Londres        | No ingresó | No ingresó | No ingresó | No ingresó | No ingresó | No ingresó | No ingresó | No ingresó | No ingresó | No ingresó |
| 2016 Río de Janeiro | No ingresó | No ingresó | No ingresó | No ingresó | No ingresó | No ingresó | No ingresó | No ingresó | No ingresó | No ingresó |
| 2020 Tokio          | No ingresó | No ingresó | No ingresó | No ingresó | No ingresó | No ingresó | No ingresó | No ingresó | No ingresó | No ingresó |
| Total               | 0/12       | 0 títulos  |            |            |            |            |            |            |            |            |

### Campeonato Mundial
| Año   | Ronda         | Posición      | PJ            | G             | E             | P             | GF            | GC            | DG            |
| ----- | ------------- | ------------- | ------------- | ------------- | ------------- | ------------- | ------------- | ------------- | ------------- |
| 1957  | No participó  | No participó  | No participó  | No participó  | No participó  | No participó  | No participó  | No participó  | No participó  |
| 1962  | No participó  | No participó  | No participó  | No participó  | No participó  | No participó  | No participó  | No participó  | No participó  |
| 1965  | No participó  | No participó  | No participó  | No participó  | No participó  | No participó  | No participó  | No participó  | No participó  |
| 1971  | No participó  | No participó  | No participó  | No participó  | No participó  | No participó  | No participó  | No participó  | No participó  |
| 1973  | No participó  | No participó  | No participó  | No participó  | No participó  | No participó  | No participó  | No participó  | No participó  |
| 1975  |               | 12.ª          |               |               |               |               |               |               |               |
| 1978  | No participó  | No participó  | No participó  | No participó  | No participó  | No participó  | No participó  | No participó  | No participó  |
| 1982  | No participó  | No participó  | No participó  | No participó  | No participó  | No participó  | No participó  | No participó  | No participó  |
| 1986  | No participó  | No participó  | No participó  | No participó  | No participó  | No participó  | No participó  | No participó  | No participó  |
| 1990  | No participó  | No participó  | No participó  | No participó  | No participó  | No participó  | No participó  | No participó  | No participó  |
| 1993  | No participó  | No participó  | No participó  | No participó  | No participó  | No participó  | No participó  | No participó  | No participó  |
| 1995  | No participó  | No participó  | No participó  | No participó  | No participó  | No participó  | No participó  | No participó  | No participó  |
| 1997  | No participó  | No participó  | No participó  | No participó  | No participó  | No participó  | No participó  | No participó  | No participó  |
| 1999  | No participó  | No participó  | No participó  | No participó  | No participó  | No participó  | No participó  | No participó  | No participó  |
| 2001  |               | 19.ª          |               |               |               |               |               |               |               |
| 2003  |               | 18.ª          |               |               |               |               |               |               |               |
| 2005  | No participó  | No participó  | No participó  | No participó  | No participó  | No participó  | No participó  | No participó  | No participó  |
| 2007  |               | 15.ª          |               |               |               |               |               |               |               |
| 2009  |               | 14.ª          |               |               |               |               |               |               |               |
| 2011  |               | 18.ª          |               |               |               |               |               |               |               |
| 2013  |               | 17.ª          |               |               |               |               |               |               |               |
| 2015  |               | 21.ª          |               |               |               |               |               |               |               |
| 2017  |               | 24.ª          |               |               |               |               |               |               |               |
| 2019  | No participó' | No participó' | No participó' | No participó' | No participó' | No participó' | No participó' | No participó' | No participó' |
| 2021  |               | 27.ª          |               |               |               |               |               |               |               |
| Total | 10/25         | 0 títulos     |               |               |               |               |               |               |               |

### Campeonato Africano
| Año   | Ronda        | Posición     | PJ           | G            | E            | P            | GF           | GC           | DG           |
| ----- | ------------ | ------------ | ------------ | ------------ | ------------ | ------------ | ------------ | ------------ | ------------ |
| 1974  | Final        | 1ª           |              |              |              |              |              |              |              |
| 1976  | Final        | 1ª           |              |              |              |              |              |              |              |
| 1979  | no participó | no participó | no participó | no participó | no participó | no participó | no participó | no participó | no participó |
| 1981  | Final        | 2ª           |              |              |              |              |              |              |              |
| 1983  |              | 5ª           |              |              |              |              |              |              |              |
| 1985  | Semifinales  | 4ª           |              |              |              |              |              |              |              |
| 1987  | Semifinales  | 4ª           |              |              |              |              |              |              |              |
| 1989  |              | 6ª           |              |              |              |              |              |              |              |
| 1991  | no participó | no participó | no participó | no participó | no participó | no participó | no participó | no participó | no participó |
| 1992  |              | 7ª           |              |              |              |              |              |              |              |
| 1994  |              | 6ª           |              |              |              |              |              |              |              |
| 1996  | no participó | no participó | no participó | no participó | no participó | no participó | no participó | no participó | no participó |
| 1998  | no participó | no participó | no participó | no participó | no participó | no participó | no participó | no participó | no participó |
| 2000  | Semifinales  | 3ª           |              |              |              |              |              |              |              |
| 2002  | Semifinales  | 3ª           |              |              |              |              |              |              |              |
| 2004  | Semifinales  | 4ª           |              |              |              |              |              |              |              |
| 2006  | Final        | 2ª           |              |              |              |              |              |              |              |
| 2008  | Semifinales  | 4ª           |              |              |              |              |              |              |              |
| 2010  | Final        | 2ª           |              |              |              |              |              |              |              |
| 2012  | Final        | 2ª           |              |              |              |              |              |              |              |
| 2014  | Final        | 1ª           |              |              |              |              |              |              |              |
| 2016  | Final        | 2ª           |              |              |              |              |              |              |              |
| 2018  |              | 6ª           |              |              |              |              |              |              |              |
| 2021  | Semifinales  | 3ª           |              |              |              |              |              |              |              |
| 2022  |              | 5ª           |              |              |              |              |              |              |              |
| Total | 21/25        | 3 títulos    |              |              |              |              |              |              |              |